# Арена Ондреј Непела
Самсунг арена или Клизалиште Ондреј Непел је хокејашка дворана у Братислави, у Словачкој. Капацитет дворане је 10.110. места. Користи је хокејашки клуб Слован.
Дворана је отворена 14. децембра 1940. године и њен капацитет је био 8.350 места. Њена реконструкција је почела 2009. године и завршена је 2011, за потребе Светског првенства 2011. године. Капацитет дворане после реконструкције је 10.115. места.
Самсунг арена је била домаћин Европског првенства у уметничком клизању 1958. и Светског првенства у хокеју на леду 1992. године.
Слован је 30. септембра 2008. године одиграо меч са НХЛ клубом Тампа беј лајтнингсима. Утакмица је завршена победом америчког клуба од 3:2.